# Holotrichia kandulawai
Holotrichia kandulawai är en skalbaggsart som beskrevs av Frey 1971. Holotrichia kandulawai ingår i släktet Holotrichia och familjen Melolonthidae. Inga underarter finns listade i Catalogue of Life.